# Édouard Thouvenel
Édouard Antoine Thouvenel (Verdun, 11 november 1818 - Parijs, 18 oktober 1866) was een Frans diplomaat en politicus ten tijde van het Tweede Franse Keizerrijk.

## Biografie
Aanvankelijk was Thouvenel aangesteld op de Franse ambassade in België, om vervolgens in 1848 zaakgelastigde te worden in Athene en later gevolmachtigd minister te worden in München.
Na de staatsgreep van 2 december 1851 werd hij aangeworven bij het ministerie van Buitenlandse Zaken in Frankrijk, om nadien in 1855 de Franse ambassadeur in het Ottomaanse Rijk te worden. In briefwisseling zou hij zich meermaals xenofoob uitlaten over de Turken en de Grieken.
Op 8 mei 1859 werd Thouvenel door keizer Napoleon III benoemd tot senator. Hij zou in de Senaat blijven zetelen tot zijn overlijden in 1866.

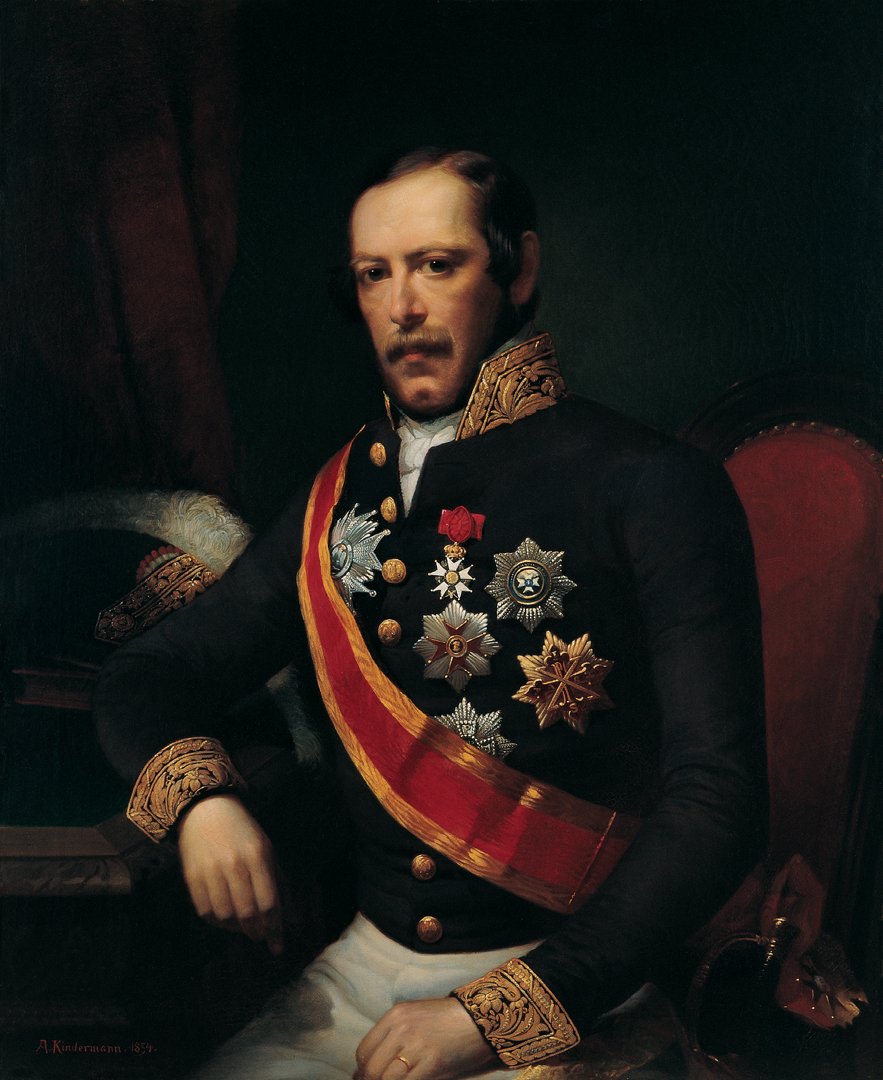
Édouard Thouvenel in uniform. Schilderij van Adolph Diedrich Kindermann.

Op 24 januari 1860 benoemde de keizer hem bovendien tot minister van Buitenlandse Zaken. Tijdens zijn ministerschap voltrok zich de Franse annexatie van het graafschap Nice en het hertogdom Savoye ingevolge de afspraken van de Ontmoeting van Plombières (1858), de Wapenstilstand van Villafranca (1859) en het Verdrag van Turijn (1860). De Franse interventie in Syrië vond eveneens plaats in zijn ministerschap. Bovendien werd onder zijn ministerschap besloten dat Frankrijk in de Amerikaanse Burgeroorlog een neutrale houding zou aannemen. Thouvenel nam op 15 oktober 1862 ontslag als minister vanwege de kritiek op het Italiëbeleid van Napoleon III vanuit katholieke hoek. Hij werd opgevolgd door Édouard Drouyn de Lhuys.
Na zijn ministerschap werd Thouvenel voorzitter van de raad van bestuur van de Compagnie des chemins de fer de l'Est. In 1864 werd hij voorzitter van de arbitragecommissie die werd opgericht met het oog op de aanleg van het Suezkanaal. Als senator werd hij in 1865 bijkomend benoemd tot grootreferendaris van de Senaat.
Thouvenel overleed op 47-jarige leeftijd aan een hartziekte.

## Onderscheidingen
Op 14 juni 1860 werd Thouvenel onderscheiden met het grootkruis in het Legioen van Eer. Hij werd tevens opgenomen in de Orde van Sint-Gregorius de Grote en de Heilige Militaire Constantijnse Orde van Sint-Joris.